# Szkoła Podstawowa nr 41 im. Króla Władysława Jagiełły w Łodzi
Szkoła Podstawowa nr 41 im. Króla Władysława Jagiełły w Łodzi – łódzka szkoła podstawowa zlokalizowana na osiedlu Piaski (Karolew-Retkinia Wschód).

## Historia
Źródło: oficjalna strona szkoły
Szkoła powstała w roku 1907 na terenie fabrycznym spółki Allart i Rousseau. Od 1911 natomiast zajmowała budynek przy ulicy Kątnej (obecnie Wróblewskiego). Osiem lat później szkoła została przejęta przez miasto i nadano jej numer 41.
W pierwszych latach niepodległej Polski uczniowie uczyli się, a także zajmowali się skromną pomocą finansową i rzeczową na rzecz Polaków mieszkających na Śląsku i w Gdańsku. Ponadto wspierali żołnierzy na froncie wojny polsko-radzieckiej oraz organizowali różnorodne akcje charytatywne. Dzięki składkom ufundowano sztandar szkoły.
Po wybuchu II wojny światowej aresztowano ówczesnego kierownika szkoły, a sama szkoła została zamknięta w grudniu 1939 roku. Po wojnie, 4 marca 1945 roku wznowiła ona swoją działalność.
Okres PRL obfitował w szkole w różnorodne uroczystości m.in. Dzień Nauczyciela, 1 Maja, Dzień Dziecka. Uczniowie wyjeżdżali na wycieczki, brali udział w konkursach, olimpiadach, zawodach sportowych, natomiast w 1973 szkolna świetlica zyskała tytuł najlepszej łódzkiej świetlicy.
W 1982 powstała sekcja gimnastyki artystycznej oraz reaktywowany został Szczep Harcerski im. Dywizjonu 303. Później powołano także UKS Tenis.
Gimnastyczki zajmowały czołowe miejsca w zawodach odbywających się w Polsce i Europie. Ogólnopolskie konkursy przedmiotowe wyłaniały laureatów spośród uczniów szkoły. Razem z odejściem ostatnich ósmych klas zmniejszyła się liczba uczniów i kadry. Budynek wymagał gruntownego remontu.
W 2003 stanowisko dyrektora objęła Marzanna Topolska. Szkoła zaczęła się rozwijać. Uruchomiono Internet na terenie placówki i stronę internetową. Dzięki projektom unijnym, narodowym i samorządowym udało się zrealizować wiele inwestycji, m.in. w 2008 roku powstało pierwsze w Łodzi boisko Orlik, składające się z boiska do piłki nożnej, boiska do koszykówki, siłowni zewnętrznej, placu zabaw oraz kompleksu szatniowego.
W 2017 dzięki dofinansowaniu z budżetu obywatelskiego udało się zmodernizować szkolną szatnię, a rok później salę gimnastyczną.

## Dyrektorzy
Źródło: oficjalna strona szkoły
- 1907–1919 – Stanisław Jezierski
- 1919–1939 – Bronisław Borucki
- 1939 – Wacława May-Majewska
- 1945–1953 – Wacława May-Majewska
- 1952–1965 – Stanisława Józefowicz
- 1965–1974 – Zofia Obałka
- 1974–1981 – Halina Wilicka
- 1981–1989 – Zofia Trocka
- 1989–2003 – Urszula Bekier
- od 2003 – Marzanna Topolska

## Chłopięcy Chór Kameralny „Chcemy śpiewać”
Chłopięcy Chór Kameralny „Chcemy Śpiewać” to zespół przewodzony przez Katarzynę Sawiak. Zespół powstał jesienią 2016. Brał udział w konkursach o zasięgu ogólnołódzkim, wojewódzkim, ogólnopolskim oraz międzynarodowym. Otrzymał wiele nagród, m.in. zdobył I miejsce w kategorii chóry na  XXVI Wojewódzkim Festiwalu Piosenki i Tańca „Aleksandrowska Wiosna” 2019”. Ma na swoim koncie dwa nagrania studyjne.

## UKS 41
Uczniowski Klub Sportowy „UKS 41” Łódź powstał w roku 1995 z przekształcenia Szkolnego Koła Sportowego istniejącego przy Szkole Podstawowej Nr 41 od 1983 r. Zrzesza on uczennice od 6 do 15 roku życia, które trenują gimnastykę artystyczną. Klub wychował wiele czołowych zawodniczek i mistrzyń Polski.